# نيت أورتشارد
ناثانيال فاكاهافوا أورتشارد (وُلد باسم نابا ليلو فاكاهافوا في 5 يناير 1993) لاعب كرة قدم أمريكية محترف سابق، وكان لاعبًا في مركز الطرف الدفاعي في الدوري الوطني لكرة القدم الأمريكية (NFL). لعب كرة القدم الجامعية مع فريق يوتا يوتس، واختاره كليفلاند براونز في الجولة الثانية من مسودة دوري كرة القدم الأمريكية لعام 2015. كان أيضًا عضوًا في فرق بافالو بيلز، وكانساس سيتي تشيفز، وسياتل سي هوكس، وميامي دولفينز، وواشنطن ريدسكينز، وهيوستن تكسانز، وتينيسي تايتنز، ومينيسوتا فايكنج، وغرين باي باكرز.

## بداياته
أوركارد من أصل تونغاني. التحق بمدرسة هايلاند الثانوية في سولت ليك سيتي، يوتا. لعب كرة القدم وكرة السلة وتنافس في ألعاب القوى. في كرة القدم، لعب كجناح واسع ولاعب دفاعي. في سنته الأخيرة، كان لديه 58 استقبالًا لمسافة 1351 ياردة و17 هبوطًا في الهجوم و62 تدخلًا و17.5 كيسًا واعتراضين في الدفاع. في ألعاب القوى، تنافس أوركارد كعداء وحقق أفضل أرقامه الشخصية وهي 11.9 ثانية في سباق 100 متر و54.3 ثانية في سباق 400 متر في بطولة ألعاب القوى والألعاب الميدانية للمنطقة السادسة لعام 2009.
تم اعتبار أورتشارد مجندًا بثلاث نجوم من قبل Rivals.com، وتم تصنيفه باعتباره المستقبل الواسع رقم 60 في فئته.

## المسيرة الجامعية
كطالب جديد في جامعة يوتا عام ٢٠١١، شارك أوركارد في جميع المباريات الـ ١٣، مسجلاً أربعة تدخلات. في عام ٢٠١٢، كطالب في السنة الثانية، بدأ ١١ مباراة من أصل ١٢، مسجلاً ٤٨ تدخلاً، وثلاثة إقصاءات، وهبوطاً واحداً بعد استعادة الكرة. في عام ٢٠١٣، كطالب في السنة الثالثة، بدأ جميع المباريات الـ ١٢، مسجلاً ٤٩ تدخلاً و٣.٥ إقصاء. دخل أوركارد موسمه الأخير عام ٢٠١٤ كلاعب أساسي. في موسمه الأخير، سجل أوركارد ٨٤ تدخلاً، و٢١ تدخلاً للخسارة، و١٨.٥ إقصاء. فاز أوركارد بجائزة تيد هندريكس لأدائه. 

## المسيرة المهنية

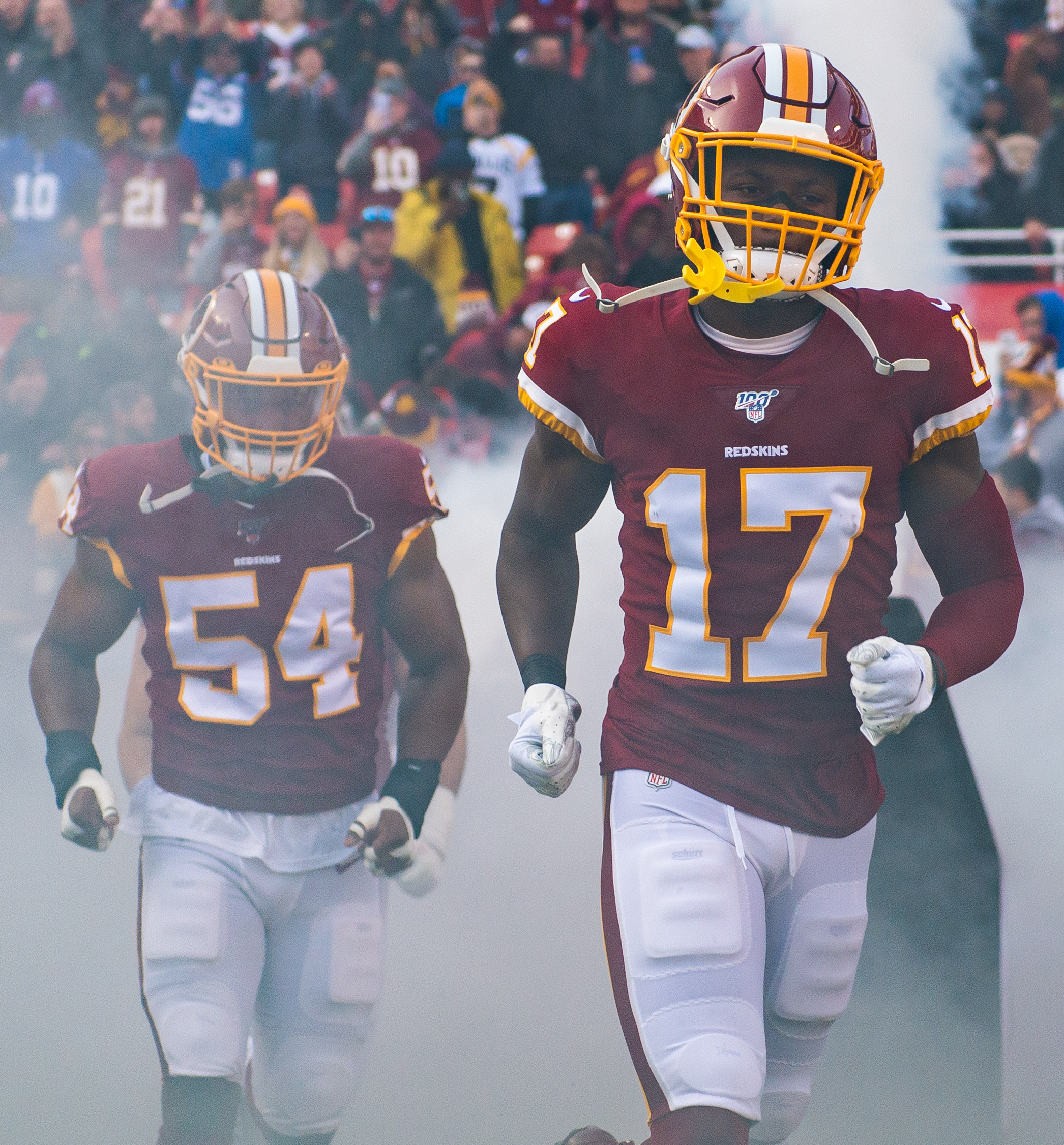
أورتشارد (على اليسار) مع فريق واشنطن ريدسكينز في عام 2019

### كليفلاند براونز
اختار كليفلاند براونز أورتشارد في الجولة الثانية من مسودة دوري كرة القدم الأمريكية لعام 2015. في 6 مايو، وقّع عقدًا لمدة أربع سنوات بقيمة 4.466 مليون دولار، بما في ذلك مكافأة توقيع قدرها 1.058 مليون دولار. يُضمن مبلغ 2.581 مليون دولار على الأقل من عقد أورتشارد. في 1 أكتوبر 2016، وُضع أورتشارد في قائمة الاحتياط للمصابين.

### بوفالو بيلز
في 10 سبتمبر 2018، تم توقيعه من قبل فريق بافالو بيلز . تم إطلاق سراحه من قبل فريق بيلز في 2 أكتوبر 2018.

### كانساس سيتي تشيفز
في 10 أكتوبر 2018، تم توقيع أورتشارد من قبل كانساس سيتي تشيفز. وتم إطلاق سراحه في 6 نوفمبر 2018.

### سياتل سي هوكس
في 4 أبريل 2019، تم توقيع أورتشارد مع فريق سياتل سي هوكس. وتم إطلاق سراحه في 10 مايو 2019.

### ميامي دولفينز
في 15 مايو 2019، تم توقيع أوركارد مع فريق ميامي دولفينز.  وتم إطلاق سراحه في 3 سبتمبر 2019.

### واشنطن ريدسكينز / فريق كرة القدم (الفترة الأولى)
في 27 نوفمبر 2019، تم توقيع أورتشارد من قبل فريق واشنطن ريدسكينز. في الأسبوع 13 ضد فريق كارولينا بانثرز ، أطاح أورتشارد باللاعب الوسط كايل ألين مرة واحدة واستعاد الكرة التي أرغمها زميله في الفريق كريس أودوم على ارتكابها في وقت متأخر من الربع الرابع ليضمن فوزًا بنتيجة 29-21.
أعاد أورتشارد التوقيع مع الفريق في 25 مارس 2020. وتم إطلاق سراحه في 5 سبتمبر 2020، وتم التوقيع مع فريق التدريب في اليوم التالي.  تمت ترقيته إلى القائمة النشطة في 29 سبتمبر 2020. وتم التنازل عنه في 7 نوفمبر 2020.

### هيوستن تكساس
تم التنازل عن أورتشارد من قبل فريق هيوستن تكساس في 9 نوفمبر 2020. وتم التنازل عنه في 12 ديسمبر 2020.

### تينيسي تيتانز
تم التعاقد مع أورتشارد من قبل فريق تينيسي تيتانز في فريق التدريب الخاص بهم في 19 ديسمبر 2020. وتم توقيعه على عقد مستقبلي في 11 يناير 2021. في 10 مايو 2021، تم إطلاق سراح أورتشارد من قبل فريق تينيسي.

### مينيسوتا فايكنج
في 4 نوفمبر 2021، تم التعاقد مع أورتشارد للانضمام إلى فريق التدريب الخاص بفريق مينيسوتا فايكنجز. وتم إطلاق سراحه في 19 نوفمبر.

### غرين باي باكرز
في 25 نوفمبر 2021، تم التعاقد مع أورتشارد للانضمام إلى فريق التدريب الخاص بنادي جرين باي باكرز.

### فريق واشنطن لكرة القدم (الفترة الثانية)
قام فريق واشنطن لكرة القدم بتوقيع عقد مع أورتشارد من فريق التدريب الخاص بباكرز في 14 ديسمبر 2021.

## الحياة الشخصية
غيّر أوركارد اسمه قانونيًا من نابا ليلو فاكاهافوا إلى ناثانيال فاكاهافوا أوركارد تكريمًا لعائلته المتبناة. وهو متزوج من ميجان ويبر أوركارد، ولديه ابنة اسمها كاثرين ماي أوركارد (على اسم والدته كاثرين)، وابنة اسمها شارلوت أوركارد، وابن اسمه بو ويبر أوركارد.